# الیو پاندولفی
الیو پاندولفی (ایتالیایی: Elio Pandolfi؛ زادهٔ ۱۷ ژوئن ۱۹۲۶ – درگذشتهٔ ۱۱ اکتبر ۲۰۲۱) بازیگر اهل ایتالیا بود.
از فیلم‌هایی که وی در آن نقش داشت، می‌توان به جنبه خوب پائولینا، زیباترین زوج جهان، مردان خشن و بیش از حد عاشقانه اشاره کرد.